# 远藤隆行
远藤隆行（日语：／ Endo Takayuki，1978年3月19日—），日本男子残奥冰球运动员。他曾代表日本参加2002年、2006年和2010年冬季残疾人奥林匹克运动会冰橇冰球比赛，获得一枚银牌。